# Uri yeon-ae simulation
Uri yeon-ae simulation (우리 연애 시뮬레이션?; lett. "La simulazione del nostro amore", nota anche con il titolo internazionale Our Dating Sim) è una miniserie televisiva sudcoreana trasmessa dal 9 marzo al 30 marzo 2023, in Corea del Sud su Naver Series On e Heavenly, e globalmente su Rakuten TV, Rakuten Viki e GagaOOLala.

## Trama
Lee Wan e Shin Ki-tae sono amici a scuola. Appena prima della cerimonia di consegna dei diplomi, la famiglia di Wan è pronta a trasferirsi a Daejeon, quando Ki-tae gli manda un messaggio, invitandolo a bere con i suoi amici e chiedendogli di portare la sua macchina fotografica. Wan corre a scuola all'ultimo minuto, confessa i suoi sentimenti a Ki-tae e lo bacia. Sentendosi imbarazzato, Wan scappa, si nasconde nel ripostiglio, getta la sua macchina fotografica e parte senza dire addio. Inoltre, smette di comunicare con Ki-tae. Tuttavia, Ki-tae trova la fotocamera e da quel momento inizia a coltivare il desiderio di ritrovare Wan.
Sette anni dopo, Wan è ora un illustratore che pubblica i suoi disegni sul suo blog. È tornato a Seul per cercare lavoro e ha ottenuto un colloquio presso un'azienda dove Ki-tae, che ora si fa chiamare Eddy, lavora come programmatore. Dopo essere stato assunto, scopre in seguito che il sostenitore del suo blog, Gameboy, altri non è che Ki-tae, che lo aveva raccomandato per il lavoro. Tuttavia, mentre lavorano insieme a un nuovo progetto per un videogioco a tema appuntamento, entrambi si rendono conto che i loro sentimenti reciproci erano profondi fin dai tempi delle superiori.

## Personaggi

### Principali
- Lee Wan ("Ian"), interpretato da Lee Jong-hyuk[3]
- Shin Ki-tae ("Eddy"), interpretato da Lee Seung-gyu[4]

### Secondari
- Tae-oh, interpretato da Jeong Jin-woo
- Sunny, interpretata da Sung Ryung[5]
- Jamie, interpretata da Park Si-young
- Produttore Ahn, interpretato da Yoo Seong-yong[6]
- Lee Yeon, interpretata da Kim So-young[7]

### Guest star
- Amico delle superiori di Shin Ki-tae e Lee Wan 1, interpretato da Lee Jung-in
- Amico delle superiori di Shin Ki-tae e Lee Wan 2, interpretato da Lee Jeong-chan

## Colonna sonora
La colonna sonora è composta da quattro parti, ognuna per due episodi.
1. Cheero – Because of You – 3:52 (testo: Lee Yong-min – musica: Lee Yong-min, Choi Jae-hyeok)
2. The Bridge – Romance – 3:57 (testo: Undefeated W – musica: Undefeated W, Lee Joo-yong)
3. JNB – Couldn't Say – 3:56 (testo: Lee Yong-min – musica: Lee Yong-min, Choi Jae-hyeok)
4. Rumy – If I spend countless nights – 3:59 (testo: Undefeated W, Ahn Sol-hee – musica: Undefeated W, Ahn Sol-hee, Jimin, Gunchi)

## Episodi
| Nº | Titolo originale                                                         | Traduzione                                                 | Messa in onda |
| -- | ------------------------------------------------------------------------ | ---------------------------------------------------------- | ------------- |
| 1  | 게임을 다시 시작하시겠습니까??, Ge-im-eul dasi sijakhasigessseumnikka?LR | Vuoi ricominciare a giocare?                               | 9 marzo 2023  |
| 2  | 타이밍?, Ta-imingLR                                                      | Tempismo                                                   | 9 marzo 2023  |
| 3  | 너의 SNS?, Neo-ui SNSLR                                                  | Il tuo social media                                        | 16 marzo 2023 |
| 4  | 갑자기 날아온 공과 고백?, Gapjagi nar-a-on gonggwa gobaekLR              | Una palla e una dichiarazione arrivate in modo inaspettato | 16 marzo 2023 |
| 5  | 우리 사이의 거리?, Uri sa-i-ui georiLR                                   | La distanza tra noi                                        | 23 marzo 2023 |
| 6  | 떨어지지 말자는 약속?, Tteor-eojiji maljaneun yaksokLR                   | La promessa di non separarsi mai                           | 23 marzo 2023 |
| 7  | 선택의 기로?, Seontaeg-ui giroLR                                         | Il crocevia delle scelte                                   | 30 marzo 2023 |
| 8  | 게임의 결말?, Ge-im-ui gyeonmalLR                                        | La fine del gioco                                          | 30 marzo 2023 |

## Riconoscimenti
- GagaOOLala Awards[12]
  - 2023 – Migliore Serie BL (Corea)